# Microsoft Forefront

Microsoft Forefront Logo

Microsoft Forefront ist eine eingestellte Produktfamilie von Line-of-Business-Sicherheitssoftware von Microsoft, zu der beispielsweise das Forefront Threat Management Gateway zählte. Microsoft Forefront-Produkte wurden entwickelt, um Computernetzwerke, Netzwerkserver (wie Microsoft Exchange Server und Microsoft SharePoint Server) und einzelne Geräte zu schützen. Seit 2015 ist das einzige aktiv entwickelte Forefront-Produkt Forefront Identity Manager. 
Die Forefront-Familie wurde Ende der Nullerjahre mit der Produktreihe Forefront Security eröffnet, die Windows Live OneCare auf zentrale Verwaltung in Unternehmensnetzen und Microsoft Exchange sowie Microsoft SharePoint ausbaute. Im Kern ist Forefront gleich Microsoft Security Essentials gleich Windows Defender.